# Daphne Groeneveld
Daphne Groeneveld (Leiderdorp, 24 dicembre 1994) è una modella olandese.

## Biografia
Daphne Groeneveld fu scoperta casualmente da una talent scout mentre faceva shopping con la madre. La prima stagione di sfilate a cui partecipò fu quella di Giorgio Armani Autunno\Inverno 2010 a Milano, ma la sua carriera decollò con la stagione autunno\inverno 2011. Le è stato attribuito il titolo di migliore modella olandese alla Marie Claire Netherlands Fashion Awards.
Le campagne per le quali ha lavorato includono Miu Miu Eyewear A\I 10, Givenchy P\E 11, Versace per H&M A\I 11, Louis Vuitton A\I 11, Calvin Klein (stilista) A\I 12 per il profumo Sheer Beauty e Dior P\E 12 per il profumo Dior Addict.
Daphne Groeneveld è anche apparsa sulle copertine di Vogue Paris, i-D Magazine, Numero, Vogue Japan, Vogue Russia, Love e V (rivista).
Ha lavorato anche per stilisti quali Marc Jacobs, Chanel, Gucci, Fendi, Emilio Pucci, Roberto Cavalli, John Galliano, Lanvin, Louis Vuitton, Etro, Prada, Karl Lagerfeld, Versace, Anna Sui, Jason Wu e Donna Karan.
Nel maggio 2012 è stata classificata dal sito Models.com ottava nella lista delle 50 migliori modelle al mondo.
Nel giugno 2012 è volto della nuova fragranza Dior Addict che in questo video sembra una moderna Brigitte Bardot; uno spot davvero molto divertente e particolarmente coinvolgente dal sapore retrò.

## Campagne pubblicitarie
- Calvin Klein A/I (2012)
- Dior P/E (2012)
- Dior Addict (2012)
- Free People (2020)
- Givenchy P/E (2011)
- H&M P/E (2012)
- Jean-Paul Gautier Fragrance (2016-2021)
- Jill Stuart Beauty A/I (2012)
- Karastase A/I (2020)
- Louis Vuitton A/I (2011)
- Miu Miu Eyewear A/I (2010)
- Nana Jacqueline (2021)
- Roberto Cavalli P/E (2012)
- Sheer Beauty (2012)
- Tom Ford P/E (2015)
- Versace per H&M A/I (2011)